# Antònia Baró i Sanz
Antònia Baró i Sanz (Barcelona, 23 d'agost de 1870 - 1947) va ser una actriu de l'escena teatral catalana en els anys de final del segle xix i les primeres dècades del XX.

## Biografia
Va néixer al carrer de Regomir de Barcelona, filla de Lluís Baró i Roig, natural de Tarragona, i de Rita Sanz i Solanas, natural de Sant Pol de Mar.
Del 1899 al 1910 va formar part de la companyia titular del Teatre Romea. Més endavant també s'hi va incorporar la seva germana Emília. L'abril del 1900 la companyia va estrenar La filla del mar, d'Àngel Guimerà, dirigida per Enric Borràs. Antònia hi feia el paper de Lluïseta. Al maig de 1907, van estrenar La barca nova, d'Ignasi Iglésias, amb actrius com Margarida Xirgu. El gener de 1908, la comèdia en tres actes La victòria dels filisteus, de Henry Arthur Jones, dirigida per Adrià Gual, on Antònia va fer el paper de Sally Lebrune. Margarida Xirgu també hi va col·laborar.
Posteriorment teatres del Paral·lel la sol·licitaven per actuar amb ells. Va acabar participant en dues estrenes amb la companyia del Teatre Espanyol: Senyora àvia vol marit, l'octubre de 1912 i guiada per Josep Pous i Pagès i El català de la Manxa, de Santiago Rusiñol, estrenada el desembre de 1918 i dirigida per Jaume Borràs. Més endavant amb aquesta companyia va fer una gira pels teatres de Catalunya, amb la seva germana, i va aconseguir molt reconeixement i popularitat del públic i les companyies teatrals, que es disputaven la seva participació.
El 1916 va treballar al Teatre Nou amb la companyia de Joaquim Montero. L'any següent va estrenar l'obra L'auca del senyor Esteve, de Santiago Rusiñol, dirigida per Josep Santpere al Teatre Victòria de Barcelona.
Una de les obres en què va aparèixer darrerament, al 1929, va ser Judit, de Josep Maria de Sagarra, dirigida per Carles Capdevila al Teatre Tívoli. El director era el marit de l'Emília, la seva germana, que també treballava en aquesta obra. L'última referència que se'n té és la participació a Terra baixa, d'Àngel Guimerà, representada a Terrassa el 1937, en una companyia al costat d'Enric Borràs, Enric Guitart, Maria Morera i Maria Vila.
Va treballar també en el món del cinema. El 1919 en la pel·lícula El otro, de Joan María Codina, sobre un conte d'Eduardo Zamacois, que codirigí el film. El 1922 a Don Juan Tenorio, de Ricard de Baños, on va representar el personatge de Brígida.

## Trajectòria professional
- 1898, octubre. En el paper de Remedios a l'obra La farsa, d'Àngel Guimerà.[4]
- 1900, 4 d'abril. En el paper de Lluïsa a l'obra La filla del mar, d'Àngel Guimerà. Estrenada al teatre Romea de Barcelona.
- 1902, 11 de març. En el paper de Tomaseta a l'obra La pecadora, d'Àngel Guimerà. Estrenada al teatre Romea de Barcelona.
- 1902, 18 de novembre. En el paper de Cecília a l'obra Aigua que corre, d'Àngel Guimerà. Estrenada al teatre Romea de Barcelona.
- 1903, 16 d'octubre. En el paper de Filomena a l'obra Cavalleria Rusticana, de Giovanni Verga, adaptació catalana de Carles Costa i Josep Maria Jordà. Estrenada al teatre Romea de Barcelona.
- 1905, 20 de gener. En el paper de Noia 1a a l'obra La nit de l'amor, de Santiago Rusiñol i música d'Enric Morera. Estrenada al teatre Romea de Barcelona.
- 1905, 25 de novembre. En el paper de Florentina a l'obra Les garses, d'Ignasi Iglésias. Estrenada al teatre Romea de Barcelona.
- 1906, 27 de març. En el paper de Tura a l'obra L'Eloi, d'Àngel Guimerà. Estrenada al teatre Romea de Barcelona.
- 1906, 2 d'octubre. En el paper de Teresa a l'obra Arrels mortes, de Joan Puig i Ferreter. Estrenada al teatre Romea de Barcelona.
- 1907, 20 de febrer. En el paper d'Isabel, model a l'obra La mare, de Santiago Rusiñol. Estrenada al teatre Romea de Barcelona.
- 1908, 16 d'octubre. En el paper de Senyora Isabel a l'obra L'aranya, d'Àngel Guimerà. Estrenada al teatre Romea de Barcelona.
- 1909, 27 de febrer. En el paper de Lola Colvert a l'obra El testament de la tia, original de Paul Gavault i R. Charvray, arranjament al català per Ramon Franqueza i Comas. Estrenada al teatre Romea de Barcelona.
- 1909, 16 de desembre. En el paper de Donya Eulàlia, 42 anys a l'obra L'eterna qüestió, d'Avel·lí Artís i Balaguer. Estrenada al teatre Romea de Barcelona.
- 1917. 15 de març. En el paper de Senyora Dionisia a l'obra A ca l'antiquari, de Santiago Rusiñol, Estrenada al Teatre Novedades
- 1917. 20 de setembre. En el paper de La bruixa Taven a l'obra Mireia, de Frederic Mistral, estrenada al teatre Novedades
- 1917. 13 d'octubre. En el paper de Cristina a l'obra Els nàufrags, de Santiago Rusiñol, Estrenada al teatre Novedades
- 1918. 13 de novembre. En el paper de Caterina a l'obra Bataneros en comandita, de Santiago Rusiñol, estrenada al teatre Español
- 1918. 6 de desembre. En el paper de Sra. Dionisia a l'obra El català de La Manxa, de Santiago Rusiñol, estrenada al teatre Español
- 1918. 4 d'octubre. En el paper de Simona i Anabel·la a l'obra Montmatre, de Pierre Frondaie, estrenada al teatre Español
- 1921, 9 de desembre. En el paper de Senyora Antonieta a l'obra Alta banca, d'Àngel Guimerà. Estrenada al teatre Novetats de Barcelona.
- 1928, 30 d'octubre. En el paper de Tia Rosa, tia d'Angelina a l'obra Les llàgrimes d'Angelina, de Josep Maria de Sagarra. Estrenada al teatre Novetats de Barcelona.
- 1929, 16 d'abril. En el paper de Sara a l'obra Judit, de Josep Maria de Sagarra. Estrenada al teatre Novetats de Barcelona.[2]